# 伊格爾布里奇 (紐約州)
伊格爾布里奇（英語：Eagle Bridge）是位於美國紐約州倫塞勒縣的非建制地區。

## 歷史
伊格爾布里奇的郵局自1852年營運至今。

## 地理
伊格爾布里奇所處的海拔為高於海平面123米（即404英呎），而該地所採用的時區為UTC-5，即北美东部时区（EST）。同時該地設有夏令時間，為UTC-5調快一小時，即UTC-4（EDT）。